# Wodziarkowate
Wodziarkowate (Mesoveliidae) – rodzina pluskwiaków różnoskrzydłych z infrarzędu półwodnych i nadrodziny Mesovelioidea.

## Opis
Pluskwiaki o niewielkim, smukłym ciele. Występują formy długoskrzydłe i bezskrzydłe. W przypadku całkowicie rozwiniętych półpokryw, są one wyposażone w 3 żyłki podłużne i 2 ukośne na przykrywce. Zarówno kłujka jak i czułki długie i 4-członowe. Odnóża smukłe o stopach 3-członowych, wyposażonych w dwa terminalnie ulokowane pazurki i pozbawionych arolium. Tylne odnóża o biodrach stożkowatych i zbliżonych do siebie. Samice wyróżniają się znacznie szerszym od tułowia, owalnym odwłokiem i dobrze rozwiniętym pokładełkiem.

## Rozprzestrzenienie
Znane ze wszystkich obszarów zoogeograficznych. W Polsce występuje tylko Mesovelia furcata.

## Systematyka
Rodzina podzielona jest na 2 podrodziny:
- Mesoveloideinae
- Mesoveliinae

Obejmują one rodzaje:
- Cavaticovelia
- Cryptovelia
- Darwinivelia
- Madeovelia
- Mesovelia
- Mesoveloidea
- Mniovelia
- Phrynovelia
- Speovelia